# 豊見城盛続
豊見城盛続（とみぐすく せいぞく、嘉靖39年〈1560年〉 - 天啓2年4月19日〈1622年5月27日〉）は、琉球王国の官僚、三司官。毛氏豊見城家の第五代当主。唐名は毛継祖。父は豊見城親方盛章。
盛続は、毛姓豊見城家の嫡男として誕生した。1592年（万暦20年）、謝名一族による反乱の鎮圧に功績を挙げ、紫冠に叙された。1603年（万暦31年）、豊見城間切の総地頭に任ぜられる。
1609年、薩摩藩による琉球侵攻（慶長の役）に際しては、琉球王府の命を受け、降伏・投降の使者として行動したとされる。
1622年（天啓2年）、死去。享年63。